# Kovový háj
Kovový háj – piętnasty album studyjny czeskiej grup muzycznej Umbrtka. Płyta została wydana 8 lutego 2010 roku nakładem wytwórni muzycznej WereWolf Production.

## Lista utworów[4]
1. "Chrám těla" - 06:45
2. "Kovový háj" - 09:18
3. "Vrby" - 07:05
4. "Slovany" - 05:40
5. "Rodina" - 04:36
6. "Onen večer" - 14:46
7. "Na lásku" - 06:51